# Рахитис
Рахитис (старогрч. ῥάχις, кичма) означава болест костију које се неправилно формирају код деце услед недовољне минерализације. Болест слична рахитису која се јавља код одраслих је остеомалација. Рахитис узрокује недовољна концентрација калцијум-фосфата у крви, што доводи до хормонске реакције. Чешћу верзију ове болести, калцијумски рахитис, узрокују поремећаји у метаболизму или недовољна количина витамина Д у исхрани. Ређи, фосфатни рахитис, последица је претераног губитка фосфата преко бубрега, што је најчешће наследна болест. Симптоми су успорени раст праћен деформитетима у развоју костију и отицањем спојева хрскавице и костију. 
Терапија зависи од узрока појаве рахитиса. Обично се ради о супституцији витамина Д, обично са калцијумом или фосфатима. 